# Relações entre a Índia e Portugal
As relações entre a Índia e Portugal são as relações diplomáticas estabelecidas entre a República da Índia e a República Portuguesa. Estas relações tiveram um início de forma amigável em 1947, quando a Índia alcançou a sua independência do Reino Unido. Porém a diplomacia de ambos os países entrou em declínio a partir de 1950, com a recusa de Portugal de entregar as suas províncias ultramarinas de Goa, Damão e Diu na costa oeste da Índia. Em 1955, os dois países cortaram as relações diplomáticas, desencadeando uma crise que precipitou na anexação da Índia Portuguesa, em 1961. Os portugueses se recusaram a reconhecer a soberania indiana sobre os territórios anexados até 1974 quando, após a Revolução dos Cravos, o novo governo em Lisboa reconheceu a soberania indiana e restaurou as relações diplomáticas.